# Gosick
Ґотика або Ґосіка (яп. ゴシック, Goshikku, в оригіналі GOSICK, походить від gothic) — серія ранобе, написана Казукі Сакурабою, з ілюстраціями Хінати Такеди. Серія включає 13 романів, виданих Fujimi Shobo між груднем 2003 та липнем 2011 року. Події відбуваються у вигаданій європейській країні в 1924 році, де японський студент обміну зустрічає таємничу, геніальну дівчину яка виходить з бібліотеки лише для того, щоб поспати. Її брат детектив, покладається на її винятковий розум для розв’язання складних загадок. Tokyopop випустила перші два романи англійською мовою в Північній Америці. Манґа адаптована Сакуєю Амано, публікувалася в журналі Monthly Dragon Age від Fujimi Shobo. Аніме-адаптація з 24 епізодів, створена студією Bones, транслювалася з січня по липень 2011 року. Збірка побічних історій під назвою GosickS публікувалася з 2005 по 2011 рік, а сіквел під назвою Gosick New Continent виходив у період з 2013 по 2016 роки.

## Сюжет
Ґотика відбувається в 1924 році в маленькій вигаданій європейській країні, що говорить французькою мовою. Вона простягається від Швейцарії через Альпи між Францією та Італією до Середземного моря. Країна називається «Совіль» в ранобе, а Саубурем є столицею Совіля в аніме-адаптації. Історія зосереджена на Казуї Кудзьо, третьому сину високопосадового офіцера Імперської японської армії, який є студентом що переводиться до академії Святого Маргарита, де популярні міські легенди та страшні історії. Там він зустрічає Вікторіку де Блуа, таємничу, але красиву та геніальну дівчину, яка ніколи не відвідує заняття і проводить дні, читаючи весь зміст бібліотеки або розв'язуючи загадки, які навіть детективи не можуть розв'язати. Перші епізоди в основному зосереджені на тому, як Казуя та Вікторіка потрапляють у різні кримінальні справи та на їхні зусилля розв'язати їх, водночас формуючи важливі зв'язки з різними людьми та один з одним. Однак, з розвитком серії, темне минуле Вікторіки та її родини починає переслідувати її.
Сиквел «Ґотика Новий Континент» (Gosick New Continent), відбувається в 1931 році в Нью-Йорку, де Вікторіка та Казуя є парою і володіють невеличким детективним агентством. Виявляється, що батько Казуї не прийняв його зв'язок з Вікторікою, тому вони втекли до Сполучених Штатів, щоб бути разом за допомогою його сестри Рурі. Світові війни тепер залишилися в минулому, але мир пари порушується новою групою, яка прагне захопити Вікторіку.

## Персонажі

### Головні герої
Вікторіка де Блуа (яп. ヴィクトリカ・ド・ブロワ, Vikutorika do Burowa)
Вікторіка має вигляд маленької дівчини (у романі 140 см, 4'7"), майже схожої на ляльку, з дуже довгим блондинистим волоссям та смарагдовими очима, а її голос звучить значно старшим за її вік. Вона зображена як типова цундере. Ще однією важливою частиною її вигляду є керамічна курильна трубка, яку вона використовує для драматичного ефекту, коли думає. Вона проводить свої дні в оранжереї на даху бібліотеки, читаючи кілька складних книг, часто різними мовами, одночасно. Вона вказує на всю стіну бібліотеки і каже Казуї, що прочитала майже всі книги там. Разом зі своїм різким язиком, знущальною прямолінійністю та ексцентричною поведінкою вона має геніальний рівень інтелекту, який застосовує для спостереження за фактами і «відновлення хаосу». Приклади цього в романах і аніме включають розв'язання незрозумілих злочинів і помилкових обвинувачень. Кредит за розв'язання таких злочинів часто надається її зведеному братові, детективу Гревілу де Блуа, щоб приховати участь Вікторіки.
Казуя Кудзьо (яп. 久城 一弥, Kujō Kazuya)
Казуя Кудзьо, як наймолодший син солдата, більшу частину свого життя провів у тіні успішніших братів. Заздрячи увазі, яку отримували його брати, він тяжко працював, щоб конкурувати, але все змінилося, коли він зрозумів, що дорослі, які вважають наймолодшого дитину завжди балуваним і марним, ніколи не визнають його зусиль. З постійним шрамом у серці він залишив військову академію в Японії і, поки його сім'я не могла його зупинити, поїхав навчатися за кордон до академії Святого Маргарита. Нажаль, його чорне волосся та темно-карі очі, разом з легендою кампусу про те, що «мандрівник, що приходить весною, приносить смерть», призвели до того, що Казую почали називати «Чорним Жахом», і через це у нього не було друзів. За якимось випадковим поворотом долі він став посланцем і супутником найбільш ексцентричної студентки школи, Вікторіки. Спочатку він не любив Вікторіку через її зарозуміле та садистичне ставлення, але після того, як вони провели час разом, він почав дійсно піклуватися про неї і захищати її. Показано, що він готовий ризикувати своїм життям, щоб захистити її більше ніж один раз. Вікторіка описує його як добру і щиру людину, чия душа є настільки чистою та красивою, що заслуговує на гордість. Хоча він стверджує, що має відмінні академічні досягнення, які можуть зрівнятися з досягненнями його старших братів, він може бути дуже повільним та неуважним, хоча має гостру пам'ять для деталей, коли застосовує її до злочину. Незважаючи на все, що сталося в Японії, він пишається тим, що є сином солдата.

### Другорядні персонажі
Гревіль де Блуа (яп. グレヴィール・ド・ブロワ, Gurevīru do Burowa)
Аристократ, який змусив місцеву поліцію зробити його детективом лише через його інтерес до злочинів. Найбільш помітною рисою його вигляду є його зачіска, що нагадує спіраль, яку Казуя переконаний можна використовувати як смертельну зброю. У ранобе він курить трубку, ідентичну трубці Вікторіки, але це не показано в аніме. Будучи жахливим детективом, він покладається на Вікторіку для розв'язання своїх справ. Тим не менш, він має певний талант, принаймні як актор, що показано, коли він здійснює арешт у першому томі роману, главі 5, частина 1. Попри це, Вікторіку ніколи не визнають за її зусилля, оскільки її участь не повинна бути відома публіці.
Евріл Бредлі (яп. アブリル・ブラッドリー, Aburiru Buraddorī)
Міжнародна студентка з Великої Британії. Оскільки вона і Казуя є іноземними студентами, вони швидко знайшли спільну мову і могли вільно спілкуватися, на відміну від більшості інших студентів, які ставляться до Казуї як до монстра. Вона є красивою дівчиною з коротким блондинистим волоссям і блакитними очима. Натякається, що вона має почуття до Казуї. Вона уособлює звичайні зв'язки Казуї зі школою, окрім його пригод з Вікторікою. Також вона любить поїсти і захоплюється історіями про привидів. До першого роману вона ще не зустрічалася з Вікторікою.
Сесіль Лафітт (яп. セシル・ラフィット, Seshiru Rafitto)
Вчителька в академії Святого Маргарита. Вона викладає в класі Казуї, Евріл і Вікторіки. Маленька жінка з дитячим обличчям, пухнастим коричневим волоссям і великими круглими окулярами. Вона доручає Казуї доставляти навчальні матеріали Вікторіці і саме вона стала тією, хто вперше познайомив Казую і Вікторіку. Також вона не любить привидів і схильна до непритомності в певних надприродних ситуаціях.
Брайан Росско (яп. ブライアン・ロスコー, Buraian Rosukō)
Відомий маг, якого Казуя часто зустрічає. Після того як Вікторіка довела невинність Корделії Галло, його видно поруч з Корделією, де він коментує, що її «гріх» був спалений разом з єдиним мостом, що з'єднував село Сірих Вовків з навколишнім світом. Під час Першої світової війни він використовував свої здібності як ілюзіоніст, разом з магічним ліхтарем, щоб перешкодити німецькому бомбардуванню монастиря «Череп Бельзебаба» в Литві — величезної проекції Діви Марії. Саме він допоміг Корделії втекти з санаторію, куди її залишив Альбер, після народження Вікторіки. З того часу вони працюють разом, щоб протистояти намірам маркиза.
Корделія Галло (яп. コルデリア・ギャロ, Koruderia Gyaro)
Мати Вікторіки, родом із легендарного «Села Сірих Вовків», ізольованого містечка замкового типу (пізніше сказано, що це насправді маленьке незалежне королівство, як зазначив старійшина села), яке населено людьми, що мають однакові фізичні та розумові характеристики — низький зріст, бліде шкірою, блондинисті волосся, зелені очі та надзвичайно високий рівень інтелекту. Також показано, що вони набувають передбачувальних здібностей у старості. Її вигнали з села після того, як її сфальшували у вбивстві тодішнього старійшини, і її місцезнаходження було загадкою, доки Вікторіка не змогла довести її невинність. Після цього вона з'являється поруч з Брайаном Роско.
Маркіз Альбер де Блуа (яп. アルベール・ド・ブロワ侯爵, Arubēru do Burowa Kōshaku)
Міністр окультизму в Сувілі, головний антагоніст, батько Гревіла та Вікторіки. Він відповідальний за ізольоване життя Вікторіки і наказав Гревілу слідкувати за її рухами. Вражений трюками Левіафана, який вразив короля та королеву Сувіля, він запропонував йому захист в обмін на створення армії Гомункулів. В останні хвилини Левіафан запропонував Альберу з'єднатися з жінкою з надзвичайними силами, щоб народити дитину, здатну досягти його цілей. Згідно з цією пропозицією, Альбер вкрай жорстоко викрав і зґвалтував Корделію Галло для того, щоб створити Вікторіку. Він мало турбується про Вікторіку як про свою дочку, вважаючи її лише інструментом. За його словами, зачаття та виховання Вікторіки були частиною його плану захопити владу в Сувілі, незважаючи на наближення бурі, яка повинна охопити увесь світ. Здається, що ця подія має на увазі Другу світову війну, яка почалась більше ніж за десять років до її реального аналога.

## Медіа

### Ранобе
Ґотика почалася як серія ранобе, написана Кадзукі Сакурабою з ілюстраціями Хінати Такади. Видавництва Fujimi Shobo та Kadokawa Shoten опублікували 13 томів у період з 10 грудня 2003 року до 23 липня 2011 року; дев'ять томів становлять основну історію, а чотири інші під назвою GosickS є збірками побічних історій. Перший том GosickS розгортається до подій першого тому Gosick, GosickS II — між Gosick IV та Gosick V, а GosickS III — після подій Gosick VI. Нова серія під назвою Gosick New Continent стартувала 25 грудня 2013 року та розповідає про події 1931 року, коли Казуя та Вікторіка переїжджають до Північної Америки після завершення основної історії.
Tokyopop випустила перший роман англійською мовою у квітні 2008 року,а другий — у березні 2010 року. Також серія була видана в Німеччині видавництвом Tokyopop.

#### Ґотика
| 1 | Ґотика GOSICK -Goshikku- (GOSICK –ゴシック–)                                                                             | 15 грудня 2003  | ISBN 4-8291-6229-5     |
| Казуя Кудзьо, японський студент Академії Святої Марґарити в Сувілі, знайомиться з загадковою дівчиною на ім'я Вікторіка на вершині бібліотечної вежі школи. Після таємничого вбивства ворожки вони стикаються з викликом проклятого корабля «Королева Беррі». | |                 |                        |
| 2 | Gosick II: Злочин без імені GOSICK II -Goshikku – Sono Tsumi wa Na mo Naki- (GOSICK II –ゴシック・その罪は名もなき–)     | 15 травня 2004  | ISBN 4-8291-6254-6     |
| У газетному оголошенні Вікторіка знаходить попередження, адресоване її зниклій матері Корделії. Щоб дізнатися більше, вона разом із Казуєю вирушає до села Сірого Вовка, де щойно розпочався Свято середини літа.                                             | |                 |                        |
| 3 | Gosick III: Під блакитною трояндою GOSICK III -Goshikku – Aoi Bara no Shita de- (GOSICK III –ゴシック・青い薔薇の下で–)  | 15 жовтня 2004  | ISBN 4-8291-6273-2     |
| Казуя опиняється втягнутим у зловісний бізнес універмагу Жантан, де зберігається коштовність, відома як Блакитна Троянда. | |                 |                        |
| 4 | Gosick IV: Дурень представляє справу GOSICK IV -Goshikku – Gusha wo Daiben seyo- (GOSICK IV –ゴシック・愚者を代弁せよ–)  | 15 січня 2004   | ISBN 4-8291-6288-0     |
| Вікторіка, Казуя та Авріл стикаються з таємницею алхіміка Левіафана, постаті, пов'язаної з годинниковою вежею академії. | |                 |                        |
| 5 | Gosick V: Череп Безсилля -Goshikku – Beruzebubu no Zugai- (GOSICK V –ゴシック・ベルゼブブの頭蓋–)                        | 15 грудня 2005  | ISBN 4-8291-6328-3     |
| Батько Вікторіки наказує її забрати до будівлі на ім'я Череп Безсилля в Литві, де проходить фестиваль ілюзіонізму. Казуя вирушає на її порятунок. | |                 |                        |
| 6 | Gosick VI: Ніч маскараду GOSICK VI -Goshikku – Kamen-Butōkai no Yoru- (GOSICK VI –ゴシック・仮面舞踏会の夜–)             | 15 грудня, 2006 | ISBN 4-8291-6375-5     |
| Після неймовірного порятунку від катастрофи на фестивалі, Казуя та Вікторіка потрапляють у нову таємницю під час поїздки на зворотному поїзді. | |                 |                        |
| 7 | Gosick VII: Життя в рожевих відтінках GOSICK VII -Goshikku – Barairo no Jinsei- (GOSICK VII –ゴシック・薔薇色の人生–)    | 25 березня 2011 | ISBN 978-4-04-428115-1 |
| Вікторіку знову забирає її батько, щоб розгадати таємницю, пов'язану з колишньою королевою Коко Розою. | |                 |                        |
| 8 | Gosick VIII (1): Сутінки богів GOSICK VIII Jou -Goshikku – Kamigami no Tasogare- (GOSICK VIII 上 –ゴシック・神々の黄昏–) | 25 червня 2011  | ISBN 4-04-428121-1     |
| 9 | Gosick VIII (2): Сутінки богів GOSICK VIII Ge -Goshikku – Kamigami no Tasogare (GOSICK VIII 下 –ゴシック・神々の黄昏–)   | 25 липня 2011   | ISBN 4-04-428124-6     |

#### Ґотика Новий Континент
- Gosick RED ISBN 978-4-04-110640-2 25 грудня 2013
- Gosick BLUE ISBN 978-4-04-102354-9 29 листопада 2014
- Gosick PINK ISBN 978-4-04-103646-4 30 листопада 2015
- Gosick GREEN ISBN 978-4-04-104596-1 2 грудня 2016

### Манґа
Манґа-адаптація, ілюстрована Амано Сакуя, публікувалася в журналі Monthly Dragon Age видавництва Fujimi Shobo з січня 2008 року по травень 2012 року. Fujimi Shobo опублікувало вісім томів танкобонів з 9 липня 2008 року по 9 червня 2012 року.
| № | Дата виходу       | ISBN                |
| - | ----------------- | ------------------- |
| 1 | 9 липня 2008      | ISBN 978-4047125582 |
| 2 | 10 листопада 2008 | ISBN 978-4047125773 |
| 3 | 9 серпня 2009     | ISBN 978-4047126152 |
| 4 | 9 січня 2010      | ISBN 978-4047126442 |
| 5 | 9 листопада 2010  | ISBN 978-4047126930 |
| 6 | 9 лютого 2011     | ISBN 978-4047127104 |
| 7 | 8 вересня 2011    | ISBN 978-4047127456 |
| 8 | 9 червня 2012     | ISBN 978-4047127944 |

### Драма CD
Драматичний CD, заснований на першому томі GosickS, був випущений 21 квітня 2006 року.

### Аніме
Ґотика була адаптована в аніме-серіал з 24 серій студією Bones під керівництвом Хітоші Нанби та сценарним наглядом Марі Окади. Серіал транслювався на TV Tokyo з 8 січня по 2 липня 2011 року. Однак трансляція 11-ї серії та наступних була вдіккладена через землетрус і цунамі 2011 року в Тохоку. Серіал був синхронізований і транслювався на Crunchyroll з англійськими субтитрами. Початковою піснею є «Destin Histoire» від Ріси Йошікі, яка була випущена 2 березня 2011 року. Для перших 12 епізодів кінцевою піснею є «Resuscitated Hope» Лізи Комін, яка була випущена 27 квітня 2011 року. З 13 по 24 серію піснею кінцівки є «Unity», виконана Літою Коміне. Аніме було ліцензовано компанією Bandai Entertainment, але пізніше випуск було скасовано. Madman Entertainment ліцензувала серіал в Австралії та Новій Зеландії, випускаючи лише субтитровані DVD до того, як стане доступна версія з дубляжем. Funimation ліцензувала серіал у Північній Америці і випустила першу половину серіалу на Blu-ray та DVD в комплекті 30 травня 2017 року з англійським дубляжем. Після придбання Sony компанією Crunchyroll серіал було перенесено на їхню платформу.

## Сприйняття
Карло Сантос з Anime News Network похвалив перший том ранобе за «таємничу, елегантну атмосферу та складний сюжет, що робить його захоплюючим читанням від початку до кінця». Однак йому не сподобалися «сцени флешбеків, які ніколи не вписуються в сюжет». Він також зазначає, що «фінальний висновок досить надуманий».